# Rocco Zoppo
Rocco Zoppo (anche Zoppi), nome d'arte di Giovan Maria di Bartolomeo Bacci di Belforte (Firenze, 1450 – 1510) è stato un pittore italiano attivo tra il 1496 e il 1508.
Fu allievo e collaboratore del Perugino. 

## Biografia

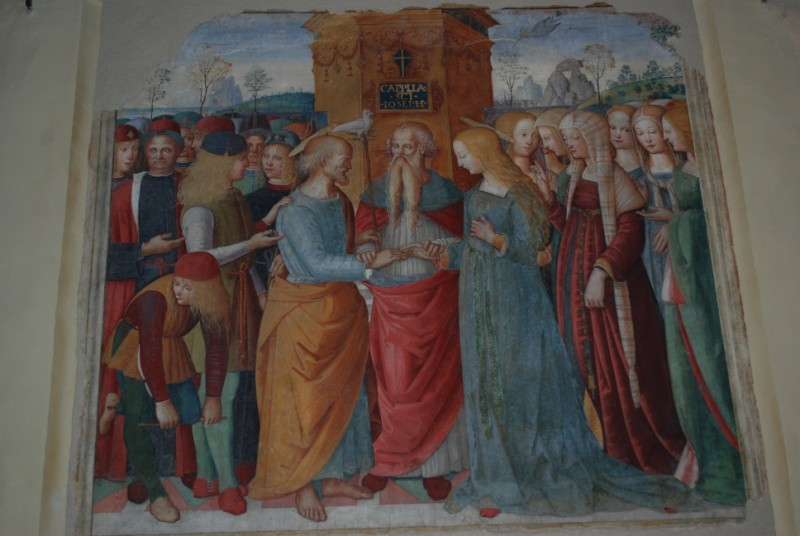
Sposalizio della Vergine, affresco attribuito a Rocco Zoppo, abside della chiesa di San Girolamo, Spello

Secondo Giorgio Vasari nelle vite dei più eccellenti pittori, scultori e architetti, Zoppo collaborò con il Perugino nella Cappella Sistina in Vaticano.  Era noto soprattutto per i suoi dipinti di Madonne e per i suoi ritratti. 

## Opere
- Madonna con Bambino e due angeli, olio su tela, 38 × 50.8 cm., collezione privata
- Vergine e Bambino con i santi Gerolamo e Francesco, olio su tela, 50 × 39 cm., collezione privata[3].
- Vergine e Bambino e angeli in adorazione, olio su tavola, 87 × 70 cm, Londra, Sotheby's,  lotto 50 del 30 ottobre 1996
- Vergine e Bambino, Basilica di San Marco, Venezia
- Vergine e bambino con le sante Ursula e Cecilia, Basilica di San Marco, Venezia
- Sposalizio della Vergine, (attribuito), affresco dell'abside, chiesa di San Girolamo, Spello
- Ritratto di Guidobaldo da Montefeltro adolescente, (attribuito), olio su tavola, Galleria Colonna, Roma[4]